# Pedicinus
Pedicinus ist eine Gattung der Echten Tierläuse, deren Vertreter bei Altweltaffen parasitieren. Es ist die einzige Gattung innerhalb der Familie der Pedicinidae.

## Merkmale
Der ovale Kopf hat keine Augenhöcker, Augen sind vorhanden. Die Antennen haben nach Gervais’ Erstbeschreibung drei Glieder, es sind aber fünf Glieder, von denen manchmal die letzten drei teilweise fusioniert sind. Die letzten drei Antennenglieder tragen bei Männchen einen rückenseitigen, kurzen, aber kräftigen Fortsatz. Okzipitalapophysen fehlen. Die Phragmen des Thorax sind gut entwickelt und in der wenig sklerosierten Mittelebene verwachsen. Eine Sternalplatte, Sternal-Apophysen und entsprechende Einsenkungen sind am Thorax nicht vorhanden.
Die drei Beinpaare sind unterschiedlich groß, die beiden hinteren deutlich kräftiger. Alle tragen eine Kralle, die mit einem kurzen dicken Fortsatz an der Tibia (Tibialdaumen) opponiert. Der Tibialdaumen ist jeweils mit einer einzelnen dornförmigen Borste besetzt. Das Abdomen ist häutig, ohne Tergiten oder Sterniten, lediglich die Genilaplatte ist etwas sklerosiert. Paratergalplatten (seitliche Sklerotisierungen) sind am vierten oder fünften bis zum sechsten Segment vorhanden, sie sind dreieckig. Stigmata (Tracheenöffnungen) sind, wie bei Läusen üblich, am dritten bis achten Segment ausgebildet. Die Borsten sind in Form einer rückenseitigen und bauchseitigen Reihe angeordnet, aber sehr kurz. Die männlichen Genitalien bestehen aus einer kräftige basalen Apodem, einem fünfeckigen, wenig sklerosierten Pseudopenis mit gut entwickelten Anhängen (Parameren), welche unvereint bleiben. Die Subgenitalplatte ist gut entwickelt. Weibchen haben eine kleine Genitalplatte. Das achte Gonopodium ist gering, das neunte kaum entwickelt.
Charakteristika zur Identifizierung der Gattung sind:
- Paratergite an den Segmenten 4–6 oder 5–6, Spitzen die Körperseite überragend
- eine einzelne Borstenreihe je Segment
- bei Altweltaffen

## Arten
Folgende Arten gehören zur Gattung / Familie:
- Pedicinus albidus Rudow, 1869; Wirt Berberaffe
- Pedicinus ancoratus Ferris, 1934; Wirte Bengalischer Hanuman-Langur, Maronenlangur, Schwarzer Haubenlangur, Silberner Haubenlangur, Tonkin-Schwarzlangur
- Pedicinus badii Kuhn & Ludwig, 1964; Wirte Ostafrikanischer Stummelaffe, Rote Stummelaffen, Weißbart-Stummelaffe
- Pedicinus cercocebi Kuhn & Ludwig, 1967; Wirt Grauwangenmangabe
- Pedicinus colobi Fahrenholz, 1917; Wirt Mantelaffe
- Pedicinus cynopitheci Kuhn & Ludwig, 1967; Wirt Tonkean-Makak
- Pedicinus eurygaster Burmeister, 1838; Wirte Makaken, Nasenaffe
- Pedicinus ferrisi Kuhn & Ludwig, 1965; Wirt Meerkatzen
- Pedicinus hamadryas Mjöberg, 1910; Wirte Äthiopische Grünmeerkatze, Mantelpavian und andere Meerkatzenverwandte
- Pedicinus miopitheci Kuhn and Ludwig, 1970; Wirt Südliche Zwergmeerkatze
- Pedicinus obtusus Rudow, 1869; Wirte Makaken, Nasenaffe, Silberner Haubenlangur
- Pedicinus patas Fahrenholz, 1916; Wirte Äthiopische Grünmeerkatze, Husarenaffe, Meerkatzen, Rote Stummelaffen
- Pedicinus pictus Ferris, 1934; Wirt Rote Stummelaffen
- Pedicinus veri Kuhn & Ludwig, 1963; Wirt Grüner Stummelaffe und Schwarz-weiße Stummelaffen